# Santa Apolonia (Guatemala)
Santa Apolonia (en honor a su santa patrona Apolonia de Alejandría) es un municipio del departamento de Chimaltenango, en la República de Guatemala. Según el censo oficial de 2018, tenía una población de 23.751 habitantes en 2022. El municipio cubre un área de 96 km² y, según el punto de referencia de la localidad, tiene una altitud 2,310 m s. n. m. Las fiestas patronales son celebradas en el mes de febrero en honor a Santa Apolonia.
Durante la época precolombina la región perteneció al Reino kaqchiquel y luego de la conquista de Guatemala se menciona como poblado que era parte de la parroquia de Tecpán Guatemala.  Tras la independencia de Centroamérica en 1821 fue asignado al circuito de Comalapa en el Distrito N.º9 (Sacatepéquez) para la impartición de justicia por medio de juicios de jurados.

## Toponimia
Muchos de los nombres de los municipios y poblados de Guatemala constan de dos partes: el nombre del santo católico que se venera el día en que fueron fundados y una descripción con raíz náhuatl; esto se debe a que las tropas que invadieron la región en la década de 1520 al mando de Pedro de Alvarado estaban compuestas por soldados españoles y por indígenas tlaxcaltecas y cholultecas.  En algunos casos, los poblados solamente tenían el nombre del santo, como el caso de Santa Apolonia, el cual fue nombrado así en honor a Santa Apolonia de Alejandría.

## Geografía física

### Clima
La cabecera municipal de Santa Apolonia tiene clima templado (Clasificación de Köppen: Cwb).
| Parámetros climáticos promedio de Santa Apolonia | Parámetros climáticos promedio de Santa Apolonia | Parámetros climáticos promedio de Santa Apolonia | Parámetros climáticos promedio de Santa Apolonia | Parámetros climáticos promedio de Santa Apolonia | Parámetros climáticos promedio de Santa Apolonia | Parámetros climáticos promedio de Santa Apolonia | Parámetros climáticos promedio de Santa Apolonia | Parámetros climáticos promedio de Santa Apolonia | Parámetros climáticos promedio de Santa Apolonia | Parámetros climáticos promedio de Santa Apolonia | Parámetros climáticos promedio de Santa Apolonia | Parámetros climáticos promedio de Santa Apolonia | Parámetros climáticos promedio de Santa Apolonia |
| Mes                                              | Ene.                                             | Feb.                                             | Mar.                                             | Abr.                                             | May.                                             | Jun.                                             | Jul.                                             | Ago.                                             | Sep.                                             | Oct.                                             | Nov.                                             | Dic.                                             | Anual                                            |
| ------------------------------------------------ | ------------------------------------------------ | ------------------------------------------------ | ------------------------------------------------ | ------------------------------------------------ | ------------------------------------------------ | ------------------------------------------------ | ------------------------------------------------ | ------------------------------------------------ | ------------------------------------------------ | ------------------------------------------------ | ------------------------------------------------ | ------------------------------------------------ | ------------------------------------------------ |
| Temp. máx. media (°C)                            | 23.8                                             | 24.6                                             | 25.7                                             | 26.1                                             | 25.8                                             | 24.8                                             | 24.7                                             | 24.9                                             | 24.2                                             | 23.9                                             | 24.1                                             | 23.4                                             | 24.7                                             |
| Temp. media (°C)                                 | 18.0                                             | 18.5                                             | 19.4                                             | 20.4                                             | 20.7                                             | 20.6                                             | 20.1                                             | 20.1                                             | 19.7                                             | 19.3                                             | 19.0                                             | 17.9                                             | 19.5                                             |
| Temp. mín. media (°C)                            | 12.2                                             | 12.4                                             | 13.2                                             | 14.7                                             | 15.6                                             | 16.4                                             | 15.6                                             | 15.4                                             | 15.3                                             | 14.8                                             | 13.9                                             | 12.4                                             | 14.3                                             |
| Precipitación total (mm)                         | 5                                                | 9                                                | 16                                               | 41                                               | 168                                              | 389                                              | 275                                              | 288                                              | 421                                              | 218                                              | 35                                               | 10                                               | 1875                                             |
| Fuente: Climate-Data.org                         |                                                  |                                                  |                                                  |                                                  |                                                  |                                                  |                                                  |                                                  |                                                  |                                                  |                                                  |                                                  |                                                  |

### Ubicación geográfica
Santa Apolonia está ubicada en el departamento de Chimaltenango y está completamente rodeada por municipios del mismo:
- Norte: Tecpán y San José Poaquil
- Noreste: San José Poaquil
- Sur, suroeste y oeste: Tecpán
- Este: San José Poaquil y San Juan Comalapa
- Sureste: San Juan Comalapa[4]

|                  | Norte: Tecpán San José Poaquil | Nordeste: San José Poaquil               |
| Oeste: Tecpán    |                                | Este: San José Poaquil San Juan Comalapa |
| Suroeste: Tecpán | Sur: Tecpán                    | Sureste: San Juan Comalapa               |

## Gobierno municipal
Los municipios se encuentran regulados en diversas leyes de la República, que establecen su forma de organización, lo relativo a la conformación de sus órganos administrativos y los tributos destinados para los mismos.  Aunque se trata de entidades autónomas, se encuentran sujetos a la legislación nacional y las principales leyes que los rigen desde 1985 son:
| N.º | Ley                                                | Descripción |
| --- | -------------------------------------------------- | --- |
| 1   | Constitución Política de la República de Guatemala | Tiene una regulación legal específica para los municipios en los artículos 253 al 262. |
| 2   | Ley Electoral y de Partidos Políticos              | Ley de carácter constitucional aplicable a los municipios en el tema de la conformación de sus autoridades electas. |
| 3   | Código Municipal                                   | Decreto 12-2002 del Congreso de la República de Guatemala. Tiene la categoría de ley ordinaria y contiene preceptos generales aplicables a todos los municipios, e inclusive contiene legislación referente a la creación de los municipios.             |
| 4   | Ley de Servicio Municipal                          | Decreto 1-87 del Congreso de la República de Guatemala. Regula las relaciones entra la municipalidad y los servidores públicos en materia laboral. Tiene su base constitucional en el artículo 262 de la constitución que ordena la emisión de la misma. |
| 5   | Ley General de Descentralización                   | Decreto 14-2002 del Congreso de la República de Guatemala. Regula el deber constitucional del Estado, y por ende del municipio, de promover y aplicar la descentralización y desconcentración económica y administrativa.                                |

El gobierno de los municipios de Guatemala está a cargo de un Concejo Municipal mientras que el código municipal —ley ordinaria que contiene disposiciones que se aplican a todos los municipios— establece que «el concejo municipal es el órgano colegiado superior de deliberación y de decisión de los asuntos municipales […] y tiene su sede en la circunscripción de la cabecera municipal». Por último, el artículo 33 del mencionado código establece que «[le] corresponde con exclusividad al concejo municipal el ejercicio del gobierno del municipio».
El concejo municipal se integra con el alcalde, los síndicos y concejales, electos directamente por sufragio universal y secreto para un período de cuatro años, pudiendo ser reelectos.
Existen también las Alcaldías Auxiliares, los Comités Comunitarios de Desarrollo (COCODE), el Comité Municipal del Desarrollo (COMUDE), las asociaciones culturales y las comisiones de trabajo. Los alcaldes auxiliares son elegidos por las comunidades de acuerdo a sus principios y tradiciones, y se reúnen con el alcalde municipal el primer domingo de cada mes, mientras que los Comités Comunitarios de Desarrollo y el Comité Municipal de Desarrollo organizan y facilitan la participación de las comunidades priorizando necesidades y problemas.
Los alcaldes que ha habido en el municipio son:
| Período   | Nombre                  | Breve descripción |
| --------- | ----------------------- | --- |
| 2012-2016 | Marco Tulio Núñez Rodas | El 21 de abril de 2017 se giró orden de captura contra el exalcalde Núñez Rodas por parte de la Fiscalía contra la Corrupción del Ministerio Público, junto con otros exalcaldes de Chimaltenango, por el mal manejo de los recursos públicos. De acuerdo al ente investigador, Núñez Rodas habría autorizado una obra por ochenta y cuatro mil quetzales, la cual nunca se llevó cabo; por este caso también fueron capturados César Augusto Mercar Velásquez, Salomón Chonay Asijtuj, Marco Antonio Alemán y Sebastián Sut Marroquín. |

## Historia
La localidad fue un poblado precolombino perteneciente al Reino Cakchiquel. 

### Época colonial
Para finales del siglo xviii, el arzobispo Pedro Cortés y Larraz reportó que el poblado era anexo a la Parroquia de Tecpán Guatemala.

### Tras al Independencia de Centroamérica
Tras la Independencia de Centroamérica, la constitución del Estado de Guatemala dividió al territorio del Estado en diez distritos para la administración de justicia; la constitución indica que el poblado de «Santa Polonia» era parte del Circuito de Comalapa en el Distrito N.°8 (Sacatepéquez), junto con la propia San Juan Comalapa, Patzum, Tecpam-Guatemala, el Molino, Balanyá y San Martín.
En 1836 perteneció al circuito de Comalapa del distrito de Sacatepéquez y en 1839 pasó a formar parte de Chimaltenango.

### Demarcación política de Guatemala de 1902
En 1902, el gobierno del licenciado Manuel Estrada Cabrera publicó la Demarcación Política de la República, y en ella se describe así a Santa Apolonia: «su cabecera es el pueblo del mismo nombre, a 28 km de Chimaltenango, ocupa un área de 8 y media caballerías, y está limitado: al Norte, por San José Poaquil; al Sur, por Tecpam Guatemala; al Oriente, por San José Poaquil y al Occidente, por Tecpam Guatemala.  Su clima es frío, y los cultivos principales, maiz y trigo.  Además de los trabajos agrícolas, sus moradores se dedican a la alfarería».